# Ashibetsu
Ashibetsu (芦別市, Ashibetsu-shi) est une ville située dans la sous-préfecture de Sorachi sur l'île de Hokkaidō au Japon. Son nom aïnou est Aspet.

## Géographie

### Situation
Ashibetsu est situé dans le centre de l'île de Hokkaidō.

### Municipalités limitrophes
| Sunagawa, Takikawa            | Fukagawa  | Asahikawa            |
| Utashinai, Kamisunagawa, Naie | Ashibetsu | Biei, Nakafurano     |
| Bibai, Mikasa                 | Yūbari    | Furano, Minamifurano |

### Démographie
Au 1er août 2016, la population d'Ashibetsu s'élevait à 14 658 habitants, répartis sur une superficie de 865,04 km2.
La ville fut une cité prospère grâce à ses mines de charbon. Sa population dépassait les 70 000 habitants mais depuis la fin de l'activité minière la densité de population s'est effondrée.

### Topographie
Le mont Ashibetsu est partiellement situé sur le territoire de la ville.

### Climat
| Mois                                             | jan.       | fév.       | mars       | avril      | mai       | juin      | jui.      | août      | sep.      | oct.      | nov.       | déc.       | année      |
| ------------------------------------------------ | ---------- | ---------- | ---------- | ---------- | --------- | --------- | --------- | --------- | --------- | --------- | ---------- | ---------- | ---------- |
| Température minimale moyenne (°C)                | −11,3      | −11,1      | −6,1       | 0          | 6,1       | 11,8      | 16,4      | 17        | 11,7      | 4,7       | −1,2       | −7,8       | 2,5        |
| Température moyenne (°C)                         | −6,4       | −5,6       | −1         | 5,5        | 12,3      | 16,9      | 20,9      | 21,4      | 16,6      | 9,6       | 2,7        | −3,8       | 7,4        |
| Température maximale moyenne (°C)                | −1,9       | −0,7       | 3,8        | 11,4       | 18,8      | 23        | 26,5      | 26,9      | 22,6      | 15,5      | 7,1        | 0,1        | 12,8       |
| Record de froid (°C) date du record              | −26,3 1985 | −25,7 1998 | −23,8 1986 | −11,2 1987 | −2,4 2008 | 1,8 1989  | 8 2015    | 8,4 2004  | 1,7 2013  | −2,7 1980 | −13,3 2016 | −21,1 2020 | −26,3 1985 |
| Record de chaleur (°C) date du record            | 7,6 2001   | 13,2 2010  | 15,5 2021  | 28,7 1998  | 33 2019   | 35,7 2014 | 37,2 2021 | 36,7 2021 | 33,1 2012 | 25,4 2019 | 20,9 2003  | 14,3 1989  | 37,2 2021  |
| Ensoleillement (h)                               | 76,1       | 84,6       | 129,5      | 160,4      | 188,1     | 169,7     | 163,1     | 155,9     | 155       | 126,5     | 69         | 55,9       | 1 533,9    |
| Précipitations (mm)                              | 65,3       | 53,1       | 59,4       | 53,7       | 66,7      | 76,3      | 122,9     | 152,7     | 142,8     | 116,1     | 128,3      | 98,2       | 1 141,6    |
| dont neige (cm)                                  | 161        | 140        | 108        | 14         | 0         | 0         | 0         | 0         | 0         | 2         | 67         | 177        | 666        |
| Nombre de jours avec précipitations              | 17,2       | 14,9       | 14,1       | 11,8       | 11,2      | 9,1       | 10,7      | 11,8      | 12,5      | 15,4      | 18,7       | 20,4       | 167,3      |
| dont nombre de jours avec précipitations ≥ 10 mm | 1,3        | 0,8        | 1,3        | 1,2        | 2,1       | 2,6       | 4,1       | 4,8       | 4,3       | 4,3       | 4,8        | 2,5        | 34,4       |
| Nombre de jours avec neige                       | 18,3       | 16,2       | 13,3       | 1,9        | 0         | 0         | 0         | 0         | 0         | 0,2       | 6,3        | 18,5       | 74,3       |

| Diagramme climatique                                  |               |             |           |             |            |               |             |               |              |              |             |
| J                                                     | F             | M           | A         | M           | J          | J             | A           | S             | O            | N            | D           |
| −1,9−11,365,3                                         | −0,7−11,153,1 | 3,8−6,159,4 | 11,4053,7 | 18,86,166,7 | 2311,876,3 | 26,516,4122,9 | 26,917152,7 | 22,611,7142,8 | 15,54,7116,1 | 7,1−1,2128,3 | 0,1−7,898,2 |
| Moyennes : • Temp. maxi et mini °C • Précipitation mm |               |             |           |             |            |               |             |               |              |              |             |

## Histoire
- 1893 : Satō Denjirō, originaire de la préfecture de Yamagata, fonde Ashibetsu.
- 1897 : le village de Nae (actuellement Sunagawa) et une partie du village de Takikawa fondent le village d'Utashinai.
- 1900 : le village d'Ashibetsu est fondé par le village d'Utashinai.
- 1906 : Ashibetsu devient une municipalité de seconde classe.
- 1923 : Ashibetsu devient une municipalité de première classe.
- 1924 : ouverture de la mine d'Ashibetsu.
- 1935 : ouverture de la mine de Kamiashibetsu.
- 1938 : ouverture de la mine d'Ashibetsu-Takane.
- 1941 : le village d'Ashibetsu devient un bourg.
- 1943 : ouverture de la mine de Mitsui-Ashibetsu.
- 1953 : Ashibetsu acquiert le statut de ville.
- 1997 : ouverture du parc Canadian World.
- 1999 : faillite commerciale du parc Canadian World.

## Jumelages
- Charlottetown (Île-du-Prince-Édouard, Canada) depuis le 1er juillet 1993[4].

## Culture locale et patrimoine
- Le Kannon de Ashibetsu est la troisième plus haute statue du Japon.

## Transports
La ville est desservie par la ligne principale Nemuro de la JR Hokkaido.

## Personnalités liées à la ville
- Ikuko Ishii, membre de la Chambre des représentants pour le Parti communiste.